# Урарту
Ура́рту (Арара́т, Биайнили, На́ири, Ва́нское ца́рство урарт. KURbi-a-i-na, арм. Ուրարտու, тур. Urartu, перс. اورارتو‎) — древнее государство в Передней Азии, располагавшееся на территории Армянского нагорья (современные Армения, восточная Турция, северо-западный Иран и Нахичеванская АР Азербайджана) и занимавшее главенствующее положение среди государств Передней Азии в первой четверти I тысячелетия до н. э. В Бехистунской надписи Дария I (520 год до н. э.) Урарту является синонимом Армении. Племена, населявшие Урарту, участвовали в этногенезе армян.
Существование Урарту как союза племён документально подтверждено с XIII века до н. э., как государства — с IX века до н. э. Урарту прекратило существование в VI веке до н. э.
В первой половине VIII века до н. э. Урарту взяло верх над своим постоянным соперником — Ассирией. Государство Урарту оказало сильное культурное влияние на страны, расположенные в северной части Передней Азии и в Закавказье, являлось посредником в связях между государствами Востока и населением Северного Кавказа и Причерноморья.

## История изучения Урарту

### Открытие

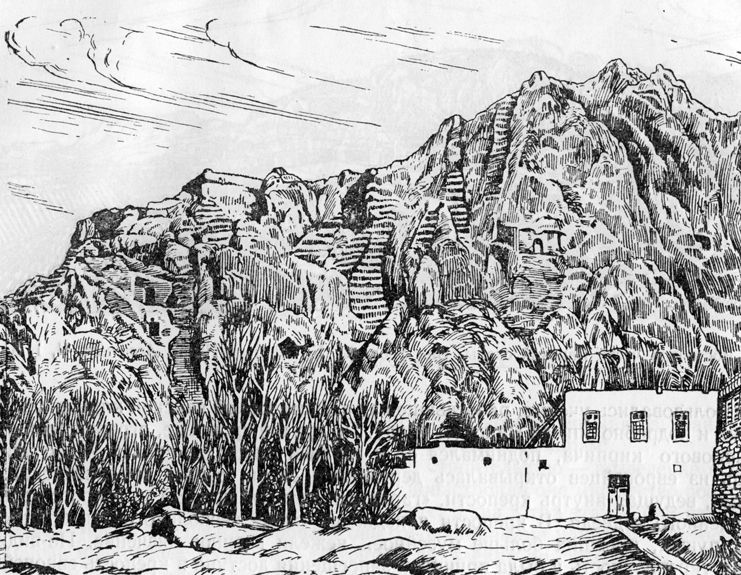
Зарисовка Ванской скалы первыми археологами Урарту, конец XIX века

Историческая наука открыла для себя Урарту в начале XIX века, когда исследователи обратили внимание на повествование средневекового армянского историка Мовсеса Хоренаци об участии ассирийской царицы Шамирам (Семирамиды) в постройке города на берегу озера Ван. В 1827 году Французское азиатское общество направило в район озера первого исследователя — молодого учёного Фридриха Шульца. В 1829 году он погиб в результате нападения местных бандитов, однако материалы его работы к 1840 году попали во Францию и были опубликованы. Шульц зарисовал обнаруженные им клинообразные надписи и дал первое описание Ванской скалы, древней резиденции урартских царей в столице Урарту — Тушпе, а дальнейшие исследования определили, что надписи сделаны не на ассирийском языке, хотя ранее европейские исследователи принимали развалины вблизи Вана и урартские надписи за следы ассирийской культуры, а Урарту оставалось «забытым царством» с V века до н. э.

### Изучение письменности
Дальнейший толчок изучению Урарту дали археологические раскопки древних ассирийских городов. При раскопках 1842—1844 гг. в Ниневии, дворца Саргона II в Хорсабаде, а также при раскопках Лэйарда в 1845—1849 гг. на холме Нимруд было обнаружено множество ассирийских клинописных табличек, в том числе знаменитая царская библиотека Ашурбанипала. К середине XIX века усилиями многих учёных клинопись была расшифрована, и ассирийские глиняные таблички стали важнейшим источником информации об Урарту.
Расшифровка клинописных надписей из самого Урарту, впервые опубликованных Шульцем, продвигалась медленнее. Во второй половине XIX века высказывались предположения о родстве языка Урарту с грузинским, армянским и семитскими языками, но они впоследствии оказались несостоятельными.
Впервые попытка дешифровки урартских клинописей, обнаруженных в 1820-е годы, была предпринята ассириологом Станиславом Гюйаром лишь в 1880 году, а в 1882 году британский востоковед А. Сейс подготовил первый свод известных к тому времени надписей, снабдив их переводом. Ввиду малого количества известных надписей ему удалось интерпретировать лишь отдельные фразы, при этом он высказал ряд недостоверных предположений.
Большой вклад в изучение урартского языка сделал немецкий учёный Иоганнес Фридрих, который первым высказал подтвердившееся впоследствии предположение о родстве урартского и хурритского языков и опубликовал урартскую грамматику.
В СССР связи урартского языка с кавказскими языками изучал Н. Я. Марр, а грузинский учёный Г. А. Меликишвили перевёл и опубликовал весь корпус урартских надписей. Российский востоковед И. М. Дьяконов в этот же период для содействия изучению Урарту скомпилировал и перевёл все упоминания Урарту в ассирийских источниках. Он же опубликовал переводы новых урартских надписей, найденных в 1960-е годы.
По предположению И. М. Дьяконова и С. А. Старостина, хуррито-урартские языки родственны современным северокавказским (нахско-дагестанским) языкам. В своей работе 1988 года они, в частности, привели около 170 соответствий хуррито-урартским словам-корням, обнаруженных в языках нахско-дагестанской группы. По мнению К. А. Касьяна эта гипотеза признается спорной и подвергается сомнению .

### Археологические исследования

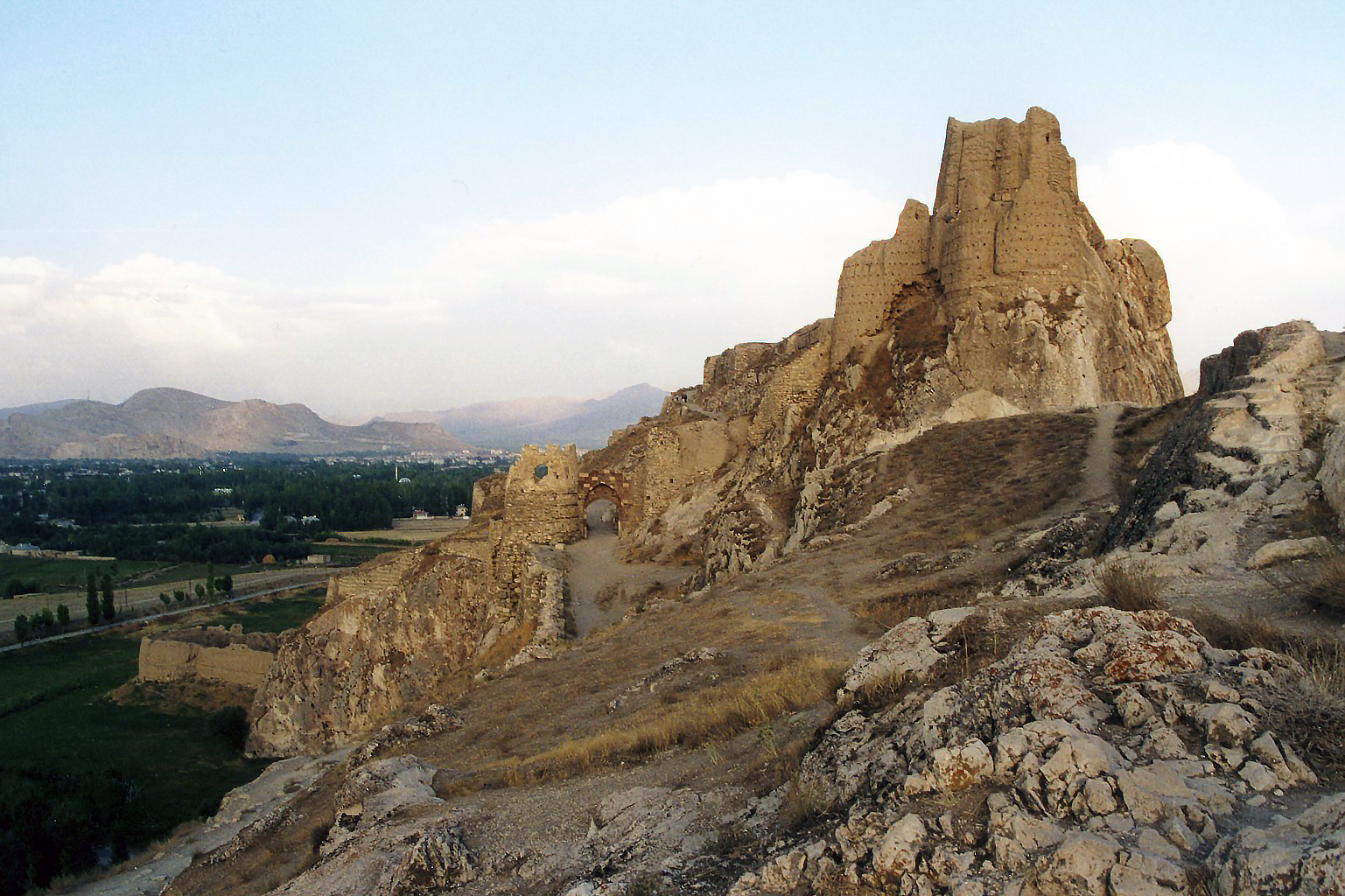
Цитадель урартских царей на Ванской скале в Тушпе, столице Урарту

Археологическое изучение Урарту первоначально проходило только в окрестностях города Ван на Ванской скале и на Топрах-Кале. В 1879 году там проводила раскопки экспедиция Британского музея, в 1898—1899 годах — германская экспедиция. Они обнаружили и скопировали много наскальных урартских надписей, включая летопись царя Аргишти I и ряд предметов материальной культуры Урарту, которые попали в Британский музей и в Ближневосточный музей Берлина. С 1911 по 1916 годы (в годы Первой мировой войны значительная часть бывшей территории Урарту была занята российскими войсками) серию раскопок осуществляла Русская археологическая экспедиция под руководством академиков И. А. Орбели и Н. Я. Марра. В нише Ванской скалы им удалось найти второй важнейший документ по истории Урарту — летопись царя Сардури II. Дальнейшие раскопки в восточной Турции были затруднены в связи с вооружёнными действиями, сохранявшейся политической нестабильностью и борьбой курдов Турции за независимость. Некоторые урартские памятники (например, Топрах-кале) до сих пор используются армией Турции в качестве опорных пунктов. Раскопки на этой территории всё ещё находятся, выражаясь словами современных исследователей Урарту, в «зачаточном состоянии».
Археологические раскопки памятников урартской культуры в Иране долгое время были затруднены в связи с произошедшей там революцией, однако в последние годы ситуация изменилась, и в Иране одновременно идут раскопки на нескольких урартских городищах.
Значительно более активными и квалифицированными были исследования на северо-восточной окраине Урарту, на территории современной Армении, где с 1939 года по настоящее время продолжаются систематические археологические раскопки. Раскопки на холме Кармир-Блур дали самый богатый материал для изучения Урарту по сравнению с любым другим урартским городом. Это было связано и с тем, что город был разрушен внезапно в результате ночного штурма, и с тем, что раскопки велись очень скрупулёзно. Руководитель раскопок на Кармир-Блуре Б. Б. Пиотровский внёс очень большой вклад в изучение Урарту, и его книга «Ванское царство», переведённая на несколько языков, на долгие годы во всём мире была наиболее полной и «классической» книгой по истории Урарту.

#### Письменные источники
Современная наука располагает ограниченными сведениями о государстве Урарту, поэтому в истории Урарту остаётся много нерешённых вопросов. Это, главным образом, связано с недостаточным объёмом археологических работ. Из письменных источников учёным известны:
- ассирийские упоминания Урарту в период с XIII по VII век до н. э. Ассирийские источники являются основой большей части исторических данных об Урарту, а также основой хронологии Урарту. Благодаря установленной взаимосвязи между ассирийскими и урартскими правителями, учёные получили возможность установить даты правления урартских царей и сопоставить различные исторические события в Урарту;
- вавилонские хроники VII века до н. э., относящиеся главным образом к закату Урарту;
- краткие упоминания в хеттских иероглифических текстах[источник не указан 1658 дней];
- урартские надписи, выполненные главным образом клинописью.

Многие из этих источников содержат лишь краткие упоминания об Урарту, а также часто имеют узкую направленность. Все собственно урартские источники представляют собой царские надписи и дают мало информации об экономической, социальной и культовой жизни в Урарту.

#### Предметы материальной культуры
Кроме письменных источников сохранились урартские памятники и предметы искусства, часть из которых до сих пор изучена мало. Обнаруженные памятники урартской письменности и искусства разбросаны по многим странам и представлены в Британском музее, Эрмитаже и в исторических музеях Германии, Турции, Армении и Грузии. Самое крупное собрание урартских древностей в настоящее время сосредоточено в Ванском музее.
Оксфордская энциклопедия экономической истории отмечает: «Раскопки городов (столица Ван, Эребуни-Ереван, Аргишти-Армавир), цитадели и храмы, артефакты и каналы также свидетельствуют о высокоразвитой политической и экономической системе Армении (Арарат, или Царство Урарту, с XIX по VII века до н. э.)».
| |  |
| Слева — храмовая надпись в крепости Эребуни (холм Арин-Берд, Ереван), выполненная клинописью на урартском языке. Текст приписывает постройку храма царю Аргишти I. Справа — фрагмент бронзового шлема эпохи царя Сардури II, на котором изображён распространённый в культурах Ближнего Востока мотив «Древа жизни». Шлем был обнаружен во время раскопок крепости Тейшебаини (холм Кармир-Блур). |  |

## Физико-географическая характеристика

### Географическое положение

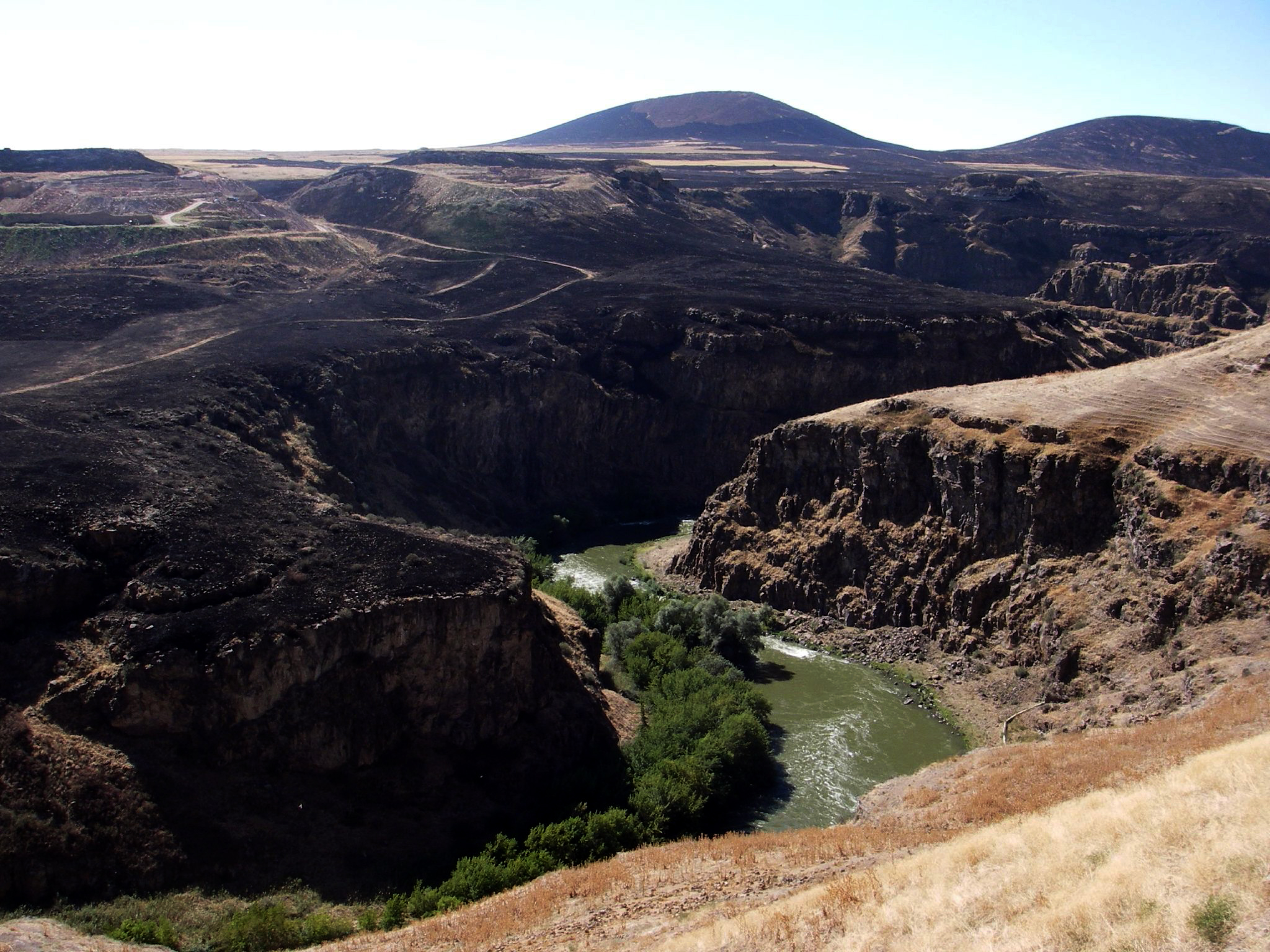
Армянское нагорье

Урарту располагалось на Армянском нагорье — горном массиве в Передней Азии с преобладающими высотами 1500—1800 м над уровнем моря. Рельеф Армянского нагорья отличается большим разнообразием, благодаря чему за ним закрепилось название «страны контрастов». На Армянском нагорье сочетаются высокие горные хребты, к одному из которых принадлежит крупнейшая вершина Передней Азии — гора Арарат, и котловины с более мягким климатом и плодородной почвой. Ландшафты на территории бывшего Урарту отличаются разнообразием: альпийские высокогорные луга (2700—2950 м над уровнем моря), пустыни, леса, плодородные равнины. Здесь же берут начало четыре крупнейшие реки Передней Азии: Тигр, Евфрат, Мурат и Аракс. На Армянском нагорье расположены три озера, существенно различающиеся по составу воды и гидрологическому режиму.
- Озеро Ван. Находится на высоте 1720 м над уровнем моря, уровень воды в озере циклически меняется, вода солёная, непригодная для питья. Служит средой обитания для единственного вида рыб, принадлежащего к семейству карповых.
- Озеро Урмия. Находится на высоте 1250 м над уровнем моря, вода чрезвычайно солёная. Низменное побережье озера благоприятно для земледелия.
- Озеро Севан. Находится на высоте 1915 м над уровнем моря, вода пресная, озеро богато рыбой.

### Климат
Климат Армянского нагорья — преимущественно континентальный, характеризующийся холодными зимами. Особенно суровые климатические условия — в северо-западной части нагорья, на Эрзурумском плато (1800 м над уровнем моря). Здесь зима длится до 7 месяцев, морозы доходят до −40 °C, однако всё ещё сохраняется возможность земледелия. Низменные районы Армянского нагорья бедны осадками, на них земледелие развивается только с помощью искусственного орошения. Юго-восточная часть нагорья имеет более мягкий средиземноморский климат.

### Полезные ископаемые
На Армянском нагорье расположены месторождения полезных ископаемых, ценных в древнее время: железа, меди, свинца и олова.

## Топонимика

### Названия государства Урарту
- Урарту. Ассирийское название государства, которое использовалось с IX века до н. э. в ассирийских и вавилонских надписях. Есть предположение, что это название означало «высокая страна»[26][27]. В X веке до н. э. в Ассирии также встречался вариант «Уратри» (U-rat-ri).
- Армина/Арминуя. В Бехистунской надписи 522 году до н. э. на трёх языках персидский царь Дарий I называет государство Урарту топонимом «Армина» и «Арминуя». Урарту и Армина/Арминуя взаимозаменяемые слова синонимы[28][29]. По мнению М. Хоренаци, название «Армения» и соответствующие древнегреческие и древнеперсидские топонимы даны по имени урартского царя Арама[30].
- Ἀρμενία/Армени́а. Древнегреческая форма названия. Встречается у древнегреческих авторов V века до н. э. — Геродота, Ксенофонта[31] и Гекатей Милетский[32].
- Биайни (Биайнили). Местное название с неясной этимологией. Слово Биайни выступало как в качестве самоназвания Урарту, так и в качестве названия той внутренней области этой страны, где впервые произошла консолидация урартийских племён, в районе первой столицы Урарту — города Арцашку. Название города Ван, находящегося на месте бывшей урартской столицы, и название одноимённого озера, вероятно, этимологически восходит к Биайнили[3].
- Ванское царство. Используемое в настоящее время многими исследователями название Урарту[3][26].
- страна Наири. Наири — раннеассирийское название группы племён, проживавших на территориях Урарту. Это название встречается в XIII—XI веках до н. э., причём озеро Ван в ассирийских текстах сохраняло своё старое название «море страны Наири» (аккад. tâmtu ša mât Nairi) и в последующий период. Некоторые исследователи считали ассирийское слово «Наири» названием народа хурритов[33], что согласуется с современными исследованиями о родстве урартского и хурритского языков[34][35].
- Арарат. Неточная масоретская огласовка арам. rrt = Урарту, которая используется в библейских текстах и сохранилась в современной топонимике. Отождествление слов «Арарат» и «Урарту» сделано, в частности, на основании сопоставления латинских и греческих переводов Библии, например, по Книге Бытия (Быт. 8:4) в греческом переводе ковчег остановился «на горах Арарат» (др.-греч. ἐπὶ τὰ ὄρη τὰ Ἀραράτ), а в латинском переводе «на горах Армении» (лат. super montes Armeniae). В Кумранских рукописях используется написание арам. hwrrt, явно указывающее на Урарту[36]. По мнению авторов Еврейской энциклопедии Брокгауза и Ефрона, в сказании о Всемирном потопе речь идёт о горах «в стране Арарат», а не о горе Арарат именно, также «во всех прочих библейских местах, где только упоминается Арарат, всегда имеется в виду страна» Aрарат, a не горы её[37]. В частности, указывается, что в книгах Ис. 37:38, 4 Цар. 19:37 это слово употребляется со словом ארץ — страна (в русском переводе Библии — земля), а в Иер. 51:27 упоминается рядом с царством Минни (при перечислении).

### Названия других объектов Урарту

#### Города
- Тушпа — столица Биайнили (Ванского царства), центр культа бога Шивини. Другие названия города — Ван, Шамирамакерт.[3][38]
- Ардини — один из религиозных центров Урарту (центр культа бога Халди и богини Варубани), вероятно, расположенный в горах Загроса. В ассирийских источниках известен как Мусасир.[3][38]
- Кумену — центр культа бога Тейшебы.[3][38]
- Аргиштихинили — административно-хозяйственный центр страны Ваза (Армавир).[39]
- Русахинили — город, возведённый царём Русой I. Расположен недалеко от современного города Ван на укреплённой скале Топрах-кале.[3]
- Тейшебаини (Teišebaini) — город в стране Ваза (холм Кармир-блур в юго-западной части Еревана).[39]
- Эребуни (Ереван) — город-крепость, основанный Аргишти I в 782 г. до н. э. на холме Арин-берд (юго-восточная часть Еревана); военно-стратегический центр Урарту в стране Ваза.[39][40]
- Арцашку (Arṣašku) — царский город Араму (первый правитель Урарту) к северу от озера Ван; отождествляется с арм. Арчеш или с арм. Арцке (совр. Адыльджеваз).[39][41]
- Кулмери — город в Арме-Шубрии. В ассирийских источниках упоминается как Куллиммери. Отождествляется с арм. Кгимар (Kłimar), визант. Хломарон, иран. Кутемран, локализуется в Арзанене, недалеко от Неферкерта (Маяфаркин) к западу от реки Батман (приток Верхнего Тигра).[39]
- Сардурихинили
- Менуахинили

#### Страны
- Арме-Шубрия (Урме, Шуприя, Шубарту) — страна в Сасунских горах. В VII веке (период правления Русы II) стала самостоятельным государством, где находили убежище урартские и ассирийские рабы-беглецы.[39]
- Этиуни
- Гиарниани (KURGiarniani) — горная страна, название которой упоминается в надписи царя Аргишти I, обнаруженной в 1963 г. во время раскопок древнеармянской крепости Гарни. Название Гиарниани, восходящее ещё к доурартским временам, почти полностью совпадает с поздним Гарни.[39]
- Диаухи (ассир. Дайаэни, арм. Тайк, груз. Тао) — племенное объединение в горной области, простиравшейся от района Эрзерума до бассейна реки Чорох. Данная страна была богата залежами руд разных металлов (золото, серебро, медь); там были развиты металлургия, земледелие, коневодство, скотоводство. На территории области упоминаются города Шашилу (царский город в период правления Менуа), Зуани (царский город в период правления Аргишти I), Утуха, а также гора Шеше.[39]
- Уртехи — страна, упоминаемая в надписи Сардури II из села Цовак (на юго-восточном побережье озера Севан); ср. Арцах.[39]
- Эриахи
- Армарили (Арамале)
- Кулха (KURQulḫa)
- Забаха
- Мушкини
- Хате
- Халиту
- Ваза
- Зиукуни
- Кулбитаррини (Qulbi-tarrini) — ср. арм. Кохб (Koɫb)[39][42]

#### Гидронимы
- Ванское озеро. В ассирийских текстах упоминается как «море страны Наири», у античных авторов — Тоспитис или Топитис, в армянских источниках — Тосп, Тосб, Бзнунийское море, Рштунийское море.[3]
- Арцаниа (Arṣania) — наименование Восточного Евфрата; др.-арм. Арацани[39][41]

## История

### Этноязыковой состав Армянского нагорья на рубеже II-I тыс. до н. э.
Население Урарту было этнически неоднородным, однако официальным языком (языком клинописых текстов) правящей элиты Ванского царства был урартский. Среди исследователей существует консенсус о вероятном распространении урартов по Армянскому нагорью из района современного Ревандуза, где располагался древний город Мусасир. Вероятно, этот город находился на территории первоначального расселения этого племени.
Скудность археологического материала и отсутствие письменности у других «племён Наири» не позволяет говорить уверенно об их происхождении. Исследователи считают вероятным наличие в Урарту как оседлого, так и кочевого населения и с разной степенью достоверности предполагают наличие различных групп мигрантов в Урарту с юго-востока, северо-востока и запада. Вместе с этим несомненно, что Урарту включало в себя большой массив хурритского населения, которое преобладало в царстве Митанни.
Отдельно и глубоко изучался вопрос о происхождении протоармянских племён в составе Урарту, то есть племён — носителей протоармянского языка. Этногенез армян представлял интерес для исследователей из разных стран. Согласно миграционно-смешанной гипотезе, протоармянские племена (вероятно, мушки) мигрировали на Армянское нагорье с запада и осели на территории исторической Армении до образования государства Урарту — в конце II тыс. до н. э. (на территории современной турецкой провинции Малатья на месте исторической Мелитены). В армянской историографии преобладает тенденция говорить об автохтонности армян на Армянском нагорье в области Хайаса.

### Образование царства Урарту (конец IX вв. до н. э.)
По мнению ряда исследователей (в частности, Б. Б. Пиотровского), древнейшее известное упоминание Урарту встречается в надписях ассирийского царя Салманасара I (Шульману-ашареду I, годы правления 1280—1261 гг. до н. э.). Из текстов можно сделать вывод, что «цари Уруатри» в этот период находились в длительном военном противостоянии с Ассирией, причём организованные военные кампании ассирийцев регулярно приносили им успехи в войнах с урартами. Более сильные в тот период ассирийские войска, как правило, преследовали грабительские цели, главной целью набегов на Урарту являлся захват ценностей и угон скота.
Один из военных походов ассирийцев описан от имени Салманасара I так:

…Когда Ашшур, мой владыка, чтобы его почитали, избрал меня законно и для правления черноголовыми дал мне скипетр, меч и посох и даровал мне законный венец владычества, — в то время, в начале моего первосвященства возмутились против меня Уруатри; воздел я руки к Ашшуру и великим богам, моим владыкам, устроил сбор моих войск. К хребтам (?) гор их могучих я поднялся. Химме, Уаткун, Баргун, Салуа, Халила, Луха, Нилипахри и Зингун — 8 стран и их ополчения я победил, 51 их поселение я разрушил, сжег, похитил их полон, их имущество; всех Уруатри я склонил к ногам Ашшура, моего владыки, в три дня; я отобрал их потомство, захватил (?) и забрал себе для службы и для работы; тяжкую подать гор я наложил на них навеки….

Однако, несмотря на всю заманчивость признания существования урартского государства уже в 1-й половине XIII века до н. э. на основании ссылки Салманасара I на землю Уруатри, в настоящее время не обнаружено убедительных свидетельств существования царства Урарту до IX века до н. э. Об этом, в частности, говорит тот факт, что большинство исследованных урартских поселений не были заселены ранее начала известной нам истории Урарту. Кроме того, как справедливо заметил И. М. Дьяконов, термин Уруатри в приведённой победной реляции Салманасара I употребляется в качестве обозначения племени или народа, а вовсе не страны или государства.
Перечисление нескольких «стран Уруатри» в сочетании с упоминанием многочисленных «царей Уруатри» и «царей Наири» свидетельствует, по мнению исследователей, о том, что в этот период Урарту ещё не было единым государством, а представляло собой союз родственных племён.
Исследователи Урарту считают, что именно Ассирия своими действиями способствовала возникновению государства Урарту на Армянском нагорье. Желание местного населения защититься от грабительских набегов ассирийцев способствовало возникновению союзов племён, а со временем и государственного образования. Природные богатства Армянского нагорья изначально создавали экономические предпосылки для возникновения здесь государства, однако военно-политические предпосылки и, соответственно, возможность создать такое государство появились только в железном веке: эффективно противостоять грозной ассирийской армии для местного населения стало возможным только после того, как технология обработки камня железными орудиями позволила возвести многочисленные оборонительные крепости на Армянском нагорье.

Образование Урарту
Урарту во время правления Арама (IX век до н. э.)
Урарту во время правления Сардури I (IX век до н. э.)

Первым царём Урарту стал Арам, однако в 858—856 годах до н. э. ассирийский царь Салманасара III совершил поход против Араратского царства. Салманасар III разрушил первые столицы Урарту — города Сугунию и Арзашкун, точное местонахождение которых не установлено.
| |
| Надпись на барельефе: «Изображение моё у моря страны Наири я поставил, жертвы богам моим я принёс». |

Следующая попытка прошла более успешно: около 844 года до н. э. во главе Урарту встал Сардури I (сын Лутипри), который возвёл новый урартский столичный город Тушпу на восточном берегу озера Ван и создал целую сеть оборонительных крепостей на подступах к столице. Со времени правления ассирийского царя Салманасара III ассирийские и урартские источники свидетельствуют о централизации власти в Урарту и возникновении урартской царской династии. Выбор места для столицы, по-видимому, был связан с тем, что на месте Тушпы существовал древний культовый центр поклонения урартскому богу солнца, Шивини. У западного подножья Ванской скалы сохранилась крепостная стена, сложенная из крупных привозных камней, достигающих 6 м в длину и 1 м в высоту. На этой стене сохранились надписи на ассирийском языке, свидетельствующие о постройке крепости царём Сардури, сыном Лутипри.
| |                                                            |
| Сохранившаяся стена крепости | Аккадская надпись (ассирийский диалект) на одном из камней |
| Перевод надписи: Надпись Сардури, сына Лутипри, царя великого, царя могучего, царя вселенной, царя страны Наири, царя, который равного себе не имеет, пастыря достойного удивления, не боящегося сражений, царя, склонившего непокорных ему. Сардури, сын Лутипри, царь царей от всех царей подать принял. Сардури, сын Лутипри, говорит так: «Я этот известняк из города Альниуну доставил, я эту стену воздвиг». |                                                            |

При Сардури I ассирийские набеги уже не могли достичь столицы Урарту, а лишь тревожили южные окраины страны. Хотя при непосредственном столкновении урартская армия проигрывала ассирийской, построенные урартами крепости уже не давали возможность ассирийской армии проникать далеко вглубь страны. Кроме этого, ассирийцам усложнял задачу суровый зимний климат Армянского нагорья, все наступательные кампании они могли проводить только в летнее время и теперь были вынуждены нести с собой тяжёлые осадные орудия. В таких условиях мощности ассирийской армии хватало лишь на небольшие успехи. Могущество Ассирии в регионе стало подходить к концу, наступал расцвет новой силы на Ближнем Востоке — объединённого Урарту.

### Расцвет Урарту (конец IX — середина VIII вв. до н. э.)

Государство Урарту во время правления Ишпуини и Менуа

В конце IX века до н. э. при царе Ишпуини, сыне Сардури I, (годы правления ок. 828—810 год до н. э.) происходит дальнейшее усиление центральной власти Тушпы. Расширяются границы Урарту: с юга к Урарту присоединяется территория между озёрами Ван и Урмия, а также территория южнее озера Урмия; на севере, в Закавказье, осуществляются успешные военные походы по захвату плодородной долины реки Аракс. Происходит также «централизация» урартской религии. Божества отдельных племён объединяются в единый пантеон, во главе которого становятся боги центральной части страны: Халди, Тейшеба и Шивини. В этот же период появляются клинописные таблички на урартском языке.
Со вступлением на престол сына Ишпуини — Менуа на территории Урарту проводятся массовые строительные работы. В период правления Менуа (810—786 гг. до н. э.) были сооружены крепости, защищающие подступы к Вану, дворцы и храмы во многих урартских поселениях, а также канал, снабжающий водой город Тушпу, сохранившийся до наших дней. Период правления Менуа пересекается с периодом правления знаменитой ассирийской царицы Семирамиды. Затишье в военных действиях с Ассирией ознаменовалось культурным влиянием Ассирии на Урарту. Хотя многие постройки вблизи озера Ван при жизни Менуа, включая канал к Тушпе, связывались с его именем, через некоторое время они стали связываться с именем Семирамиды, как построенные в её время. Армянский средневековый историк Моисей Хоренский приводит легенды о личном участии царицы в сооружении построек вблизи Вана во времена Менуа. Во времена правления Менуа также интенсивно велись ирригационные работы по всей стране и продолжилась экспансия урартов на север в Закавказье и на юго-запад, где границы Урарту достигли среднего течения Евфрата.
| |                                                    |
| Сохранившаяся стена крепости | Одно из внутренних помещений, выдолбленных в скале |
| Крепость у Ванской скалы в течение нескольких веков служила резиденцией урартских царей. Прямо внутри Ванской скалы было выдолблено несколько бытовых и культовых помещений, где правители Урарту поклонялись своим богам. Вероятно, здесь же находились царские палаты. Несколько дополнительных крепостных сооружений укрепляли весь район резиденции, поэтому крепость у Ванской скалы часто называют цитаделью. После падения Урарту крепость использовалась в различных сражениях вплоть до Первой мировой войны, её верхняя часть несколько раз перестраивалась. |                                                    |

Расширение границ Урарту на юг привело к тому, что торговые пути из Ассирии в Малую Азию оказались под контролем урартов, что осложнило стратегическое положение Ассирии, которая издавна импортировала железо и лошадей из Малой Азии, а также затруднило доставку лошадей с территорий на восток от озера Урмия. Ассирийский правитель Салманасар IV (Шульману-ашареду IV, годы правления 783—772 годы до н. э.) шесть из десяти лет своего правления потратил на походы против Урарту. К этому времени в Урарту уже правил сын Менуа, Аргишти I, который, судя по письменным источникам, вёл напряжённую борьбу с Ассирией у её северных границ и, в конце концов, вышел из неё победителем, не позволив Салманасару IV вернуть Ассирии потерянное влияние в приграничных зонах. Кроме этого Аргишти I совершил несколько удачных походов на юго-восток, в район озера Урмии против маннейцев. Аргишти I также осуществил строительство новых поселений и крепостей в Закавказье, на территории современной Армении, в частности, он основал город Аргиштихинили (недалеко от современного Армавира), который долгое время оставался крупным административным центром Урарту, и город Эребуни рядом с современным Ереваном. Крепость Эребуни использовалась в дальнейшем урартскими войсками для походов вглубь района озера Севан и для защиты Араратской долины.
|  | Перевод надписи: Величием бога Халди Аргишти, сын Менуа, эту могущественную крепость построил; установил её имя Эребуни для могущества страны Биайни и для устрашения вражеской страны. Земля была пустынной, могучие дела я тут совершил. Величием бога Халди Аргишти, сын Менуа, царь могущественный, царь страны Биайни, правитель города Тушпы. |

Во время царствования Аргишти I в 786—764 гг до н. э. Урарту стало самым могущественным государством Передней Азии. Урарту прочно завладело областью вокруг озера Урмия, территориями Закавказья и перекрыло торговые пути из Малой Азии в Ассирию. Ассирия, вечный соперник Урарту, лишилась таким образом поставок стратегических товаров — лошадей и железа — и пришла в состояние экономического и политического упадка. Царь Ассирии Салманасар IV, современник Аргишти I, называл урартского царя так: «Аргишти урарт, чьё название страшно, как тяжёлая буря, чьи силы обширны». Аргишти I сменил на престоле его сын Сардури II, который продолжил дело отца, совершив серию военных походов, расширяя дальше границы страны.

Урарту в зените могущества
Урарту во время правления Аргишти I
Урарту во время правления Сардури II

Урартское государство середины VIII века до н. э. являло собой типичное государство того времени. Цари Урарту обладали деспотической абсолютной властью и стремились силой захватить имущество соседних племён и стран. Захваченное население часто порабощалось или насильственно переселялось на другие территории. Чётких границ в то время не существовало, и цари Урарту год за годом предпринимали разрушительные походы в собственные окраины для устрашения подчинённых племён. Урарту, однако, никогда не достигло такого могущества в регионе, каким в своё время пользовалась Ассирия: власть Урарту над многими соседними племенами считалась скорее временной. Характерной чертой Урарту являлась его культурная и лингвистическая раздробленность. Центральная власть железным мечом в течение короткого времени установила на большой территории военно-культурную государственную модель, в основном заимствованную в Ассирии, включая интенсификацию земледелия с помощью централизованной ирригации, клинописное письмо, характерную для Древней Месопотамии политеистическую религию, сильно канонизированное искусство. Эта модель была дополнена собственно урартским достижением — высококачественной каменной оборонительной архитектурой. В таких условиях области, которые подчиняла себе Тушпа, не интегрировались достаточно глубоко в государство и при изменении баланса сил могли быть легко переподчинены другому более сильному центру.

### Ослабление могущества Урарту (середина VIII — конец VII вв. до н. э.)

#### Походы Тиглатпаласара III против Урарту
В 744 году до н. э. на престол соседней Ассирии взошёл Тиглатпаласар III, который немедленно начал борьбу за восстановление Ассирией былого господства в Передней Азии. Тиглатпаласар III провёл ряд реформ в ассирийской армии и начал успешные боевые действия на западных границах Урарту, направленные на возврат Ассирии контроля над торговыми путями в Малую Азию. К 735 году до н. э. состоялось решающее сражение между ассирийской армией и урартской армией на западном берегу Евфрата. Ассирийцы разбили урартскую армию и захватили большое число пленных и различные трофеи. Сардури II, командующий урартской армией, бежал с поля битвы в Тушпу. Тиглатпаласар III продолжил военный поход вглубь Урарту:

Сардури урарта в Турушпе, его главном городе, я запер, большое побоище устроил перед городскими воротами, изображение моего величества установил я напротив города. 60 мер пути по обширной стране Урарту сверху донизу победоносно я прошёл и не встретил соперника. Страны Уллуба и Хабху, расположенные у подножья горы Нал, я завоевал целиком и включил в границы Ассирии.

#### Период политического противостояния с Ассирией
Обстоятельства гибели Сардури II остаются невыясненными. После разгрома урартской армии государство частично распалось, и многие завоёванные ранее племена подняли восстания против центральной власти. Руса I, который вступил в 735 году до н. э. на престол сразу после поражения от ассирийцев, нашёл государство в плачевном состоянии. Однако ему удалось решительными действиями сохранить государственность Урарту и долгое время не допустить дальнейших потерь урартских земель. «С моими двумя конями и моим возничим, моими руками завоевал я царство Урарту» — выгравировал на стеле Руса I. Руса I подавил большинство мятежей в разных регионах страны и долгое время мудро избегал конфронтации с Ассирией. Во время царствования в Ассирии Салманасара V между Урарту и Ассирией установилось перемирие. В период перемирия Руса I уделил много времени внутреннему строительству, особенно в районе северной части озера Урмия, где его усилиями возник крупный урартский центр — город Улху. Кроме этого, Руса I отстроил новую столицу Урарту — Русахинили на скале в нескольких километрах от Тушпы.

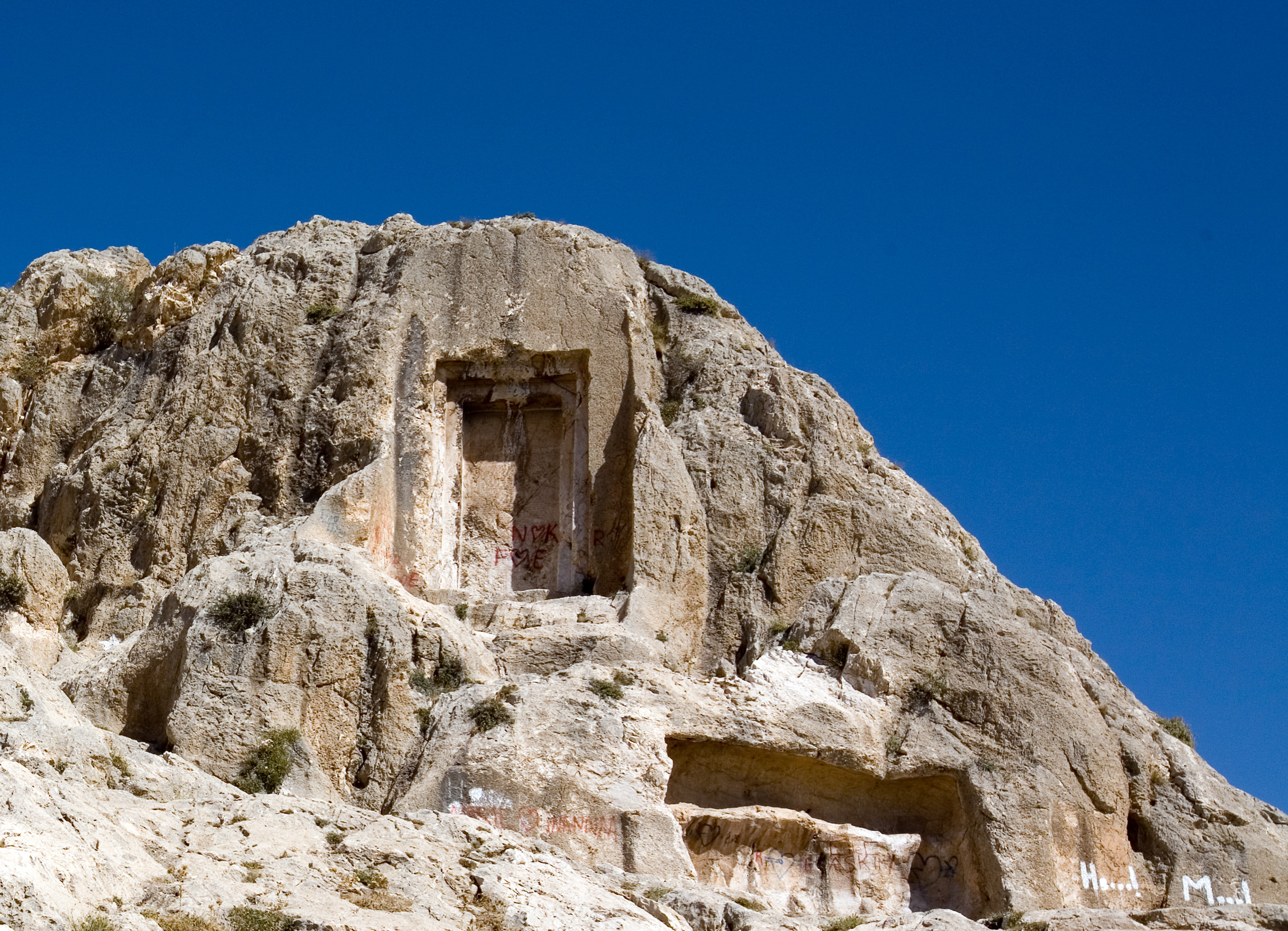
Т. н. «Дверь Мгера» — «врата бога» близ Русахинили. VIII век до нашей эры

В 722 году до н. э. к власти в Ассирии пришёл более решительный и воинственно настроенный Саргон II, младший сын Тиглатпаласара III. Саргон II сверг с престола своего старшего брата Салманасара V и был настроен вернуть Ассирии былое могущество. В 722—719 до н. э. годах Саргон II был занят военными действиями на западе — в Сирии и Палестине, а с 718 года до н. э. перенёс военные действия на север. Действия Саргона II всегда были тщательно подготовлены, в его резиденции, Дур-Шаррукине, сохранились клинописные таблички с систематическими разведывательными донесениями из Урарту. Разведывательным данным придавалось такое значение, что ответственным за донесения из Урарту был назначен сын Саргона II, Синахериб, который впоследствии стал царём Ассирии. С 718 по 715 годы до н. э. Саргон II и Руса I не решались вступить в прямые сражения. Их борьба развернулась на территории страны Манна, лежавшей к востоку от озера Урмия. Несколько раз за этот период Саргон II захватывал страну маннейцев и сажал на престол угодного ему царя, а Руса I в ответ организовывал восстание маннейцев в пользу царя лояльного Урарту.

#### ПоходСаргона IIпротив Урарту
Наконец в 714 году до н. э. Саргон II выступил с тщательно подготовленным походом против Урарту, сразу после получения донесения о неудачном военном походе Русы I против киммерийцев.

Государство Урарту в 714 году до н. э., поход Саргона II против Урарту

Поход начался с Манны, которую ассирийские войска завоевали легко. Саргон II двинулся дальше на восток, преследуя войска, лояльные Урарту, но получил донесение о том, что Руса I накопил большие силы в горном ущелье к востоку от озера Урмия, откуда готовится напасть на ассирийскую армию с тыла. Саргон II резко изменил свои планы и двинулся к войскам Русы I. Ему удалось внезапно напасть на урартский лагерь ночью, и войска Урарту потерпели жестокое поражение. Сам Руса I вынужден был спасаться бегством. Саргон II получил возможность продолжить движение на север, разгромил город Улху, подошёл к берегу озера Ван. Опираясь на данные разведки, Саргон II не решился двинуться на Тушпу, а развернул свою армию обратно. На обратном пути в Дур-Шаррукин Саргон II с частью своей армии предпринял тяжёлый переход через лесистые горы и внезапно для урартских сил появился в Мусасире, религиозном центре Урарту. Саргон II разрушил и разграбил и сам город, и главный храм бога Халди. Руса I, узнав о событиях в Мусасире, покончил жизнь самоубийством. Точный маршрут похода Саргона II остаются предметом научных дебатов: некоторые исследователи вслед за Тюро-Данженом полагают, что ассирийская армия ещё и обогнула озеро Ван с севера, некоторые считают, что Саргон II обогнул с севера лишь озеро Урмия. При любом маршруте решающими для Урарту стал сам факт поражения в бою и потеря Мусасира, религиозного центра Урарту, места коронации урартских царей со времен Ишпуини. С гибелью Мусасира пошатнулось величие верховного урартского бога Халди.

#### Перемирие с Ассирией

Государство Урарту во время правления Русы II и Сардури III

В конце VIII века до н. э. Саргон II погиб в результате дворцового заговора, и вскоре после этого Ассирия погрузилась в кризис, связанный с противостоянием с Вавилонией и Мидией, которое, в конце концов, через 100 лет, в 609 году до н. э. привело к гибели ассирийского государства. В Урарту тем временем взошёл на престол сын Русы I, Аргишти II (годы правления 714 — ок. 685 гг. до н. э.). Характер отношений между Ассирией и Урарту после похода Саргона II изменился: стороны стали чаще разрешать конфликтные ситуации путём переговоров, и Урарту, опасаясь новых поражений, перестало претендовать на северные владения или зоны влияния Ассирии ни с западной по течению Евфрата, ни с восточной у южного берега озера Урмия. Одновременно и кризис в Ассирии не давал ей возможности проводить значимые военные походы в северном направлении. Аргишти II также договорился о выкупе у Ассирии захваченной в Мусасире бронзовой «главной» статуи бога Халди, и статуя вернулась в Урарту. В эти годы экспансия Урарту была направлена на восток, Аргишти II продвинулся на восток дальше, чем любой другой урартский царь.
Взошедший на престол впоследствии Руса II, сын Аргишти II (годы правления ок. 685 — ок. 639 гг. до н. э.), пользуясь длительным перемирием, посвятил себя капитальному строительству. В годы правления Русы II в Урарту было построено большое число новых городов-крепостей, храмов и других сооружений. Руса II выстроил новую столицу Урарту — Русахинили, расположенную недалеко от Тушпы. Для строительства этих сооружений Руса II, вероятно, в качестве рабочей силы использовал захваченное население страны «Хати» (урарт. Ḫāti), откуда ещё Аргишти I насильственно переселял людей в Эребуни. Население страны Хати состояло из мушков, говоривших на протоармянском языке, и деятельность Русы II способствовала расселению протоармян по Армянскому нагорью. Руса II, в частности, построил крепость Тейшебаини на холме Кармир-Блур, которая через 100 лет стала последним оплотом урартийцев. Постройки Русы II в Бастаме и Аянисе, раскапываемые в настоящее время, впечатляют историков своими размерами и былым величием.

### Закат Урарту (конец VII век до н. э. — VI век до н. э.)

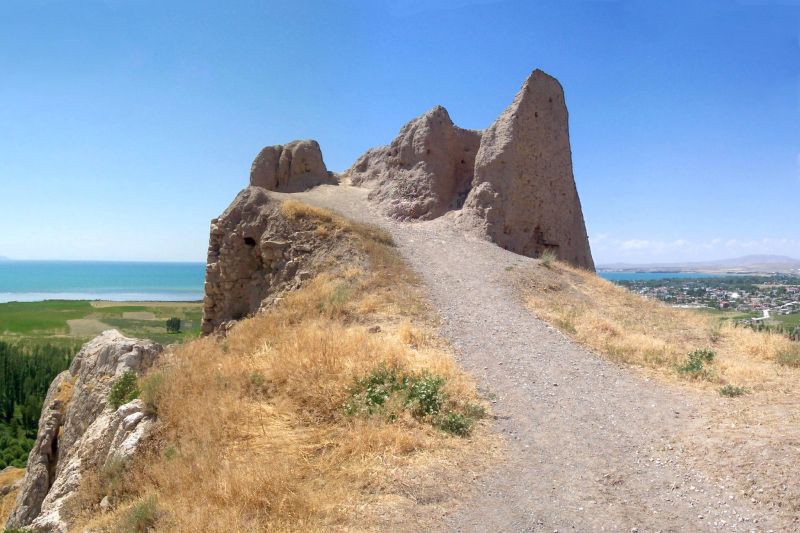
Развалины урартской крепости

После смерти Русы II Урарту довольно быстро, в течение 100 лет было полностью уничтожено и впоследствии забыто даже античными авторами. За эти годы в Урарту сменились несколько правителей: Сардури III (правил в период ок. 639 — ок. 625 гг. до н. э.), Сардури IV (правил в период ок. 625 — ок. 620 гг. до н. э.), Эримена, правивший в период ок. 620 — ок. 605 гг. до н. э. и заставший гибель Ассирии, а также Руса III (правил в период ок. 605 — ок. 595 гг. до н. э.) и Руса IV (правил в период ок. 595 — ок. 585 гг. до н. э.) — последний царь Урарту. В период правления этих царей нового строительства почти не проводилось, и, несмотря на углубляющийся кризис в Ассирии, Урарту уже до конца своего существования не возобновило попыток взять под контроль стратегические торговые пути между Месопотамией и Малой Азией. Более того, на основании анализа переписки Сардури III с Ашурбанипалом некоторые исследователи полагают, что при Сардури III, сыне Русы II, Урарту уже фактически являлось вассальным по отношению к Ассирии государством.
В этот период баланс сил в Передней Азии изменился; и у Урарту, и у Ассирии появились новые опасные противники, которые в конце концов уничтожили оба государства. Против Урарту выступили скифы и киммерийцы с севера, а мидийцы с юго-востока. Мидийцы методично разрушили большинство урартских крепостей, включая столицы Урарту Тушпу и Русахинили, вытеснив остатки урартской армии и царский дом в Закавказье. Столица Урарту в этот период переместилась в расположенный в Закавказье город Тейшебаини, и последним ударом, погубившим Урарту, было разрушение этой крепости. Хотя высказывались предположения, что Тейшебаини был тоже разрушен мидийцами или вавилонянами, большинство учёных в настоящее время считают, что это сделали скифы и киммерийцы.

## Культура

### Искусство
Под собственно урартским искусством подразумевается искусство правившего в Урарту урартоязычного элемента, которое отличается от изделий других областей, входивших в состав Урарту. Предметы урартского искусства, таким образом, обнаруживаются лишь в центре страны, а также вблизи крупных урартских центров, причём это обстоятельство относится даже к художественной керамике. Расцвет урартского искусства пришёлся на годы расцвета самого государства Урарту. Большинство находок собственно урартского искусства связаны с периодами правления Менуа, Аргишти I и Сардури II. Культурная близость Ассирии и Урарту вносит определённые трудности в изучение урартского искусства: многие предметы попали в музеи мира не в результате археологических раскопок, а после перепродаж разграбленного с захоронений, поэтому во многих случаях среди учёных до сих пор ведутся дискуссии, к какому именно государству следует отнести тот или иной предмет. Искусство Урарту возникло под сильным влиянием Ассирии и было сильно канонизированым, порой даже трафаретным.
Среди ярких примеров урартского искусства — обломки бронзового царского трона, часть из которых попала в Британский музей, а часть — в Эрмитаж, а также различные бронзовые статуэтки, украшения, предметы оружия и элитной конской сбруи.
Многие архитектурные сооружения Урарту сохранили следы яркой цветной росписи, которая была широко распространена.
|                                                                                                  |  |                                                         |  | |
| Фрагмент бронзового колчана с надписью Сардури II. Обнаружен при раскопках на холме Кармир-Блур. |  | Роспись стены, отреставрированная в крепости Тейшебаини |  | Бронзовая фигурка крылатого быка, украшавшая левую часть урартского царского трона, Эрмитаж. Аналогичная фигурка, украшавшая правую часть этого же трона, попала в Британский музей. |

#### Архитектура
Большинство сохранившихся урартских построек — защитные сооружения. Урартские крепости обычно располагались в труднодоступных местах: на вершинах скал, холмов или в местах, защищённых водными преградами. Основания крепостных стен делались до трёх метров толщиной и часто имели циклопическую каменную кладку с камнями, достигающими размеров 6×0,8×0,8 метров. Верхние части крепостных стен, как правило, сооружались из сырцовых кирпичей, в которые для прочности добавлялась солома. Некоторые крепости сооружались небольшими и служили исключительно для военных целей, другие включали в себя крупные поселения и укреплённую цитадель. Например, город-крепость Тейшебаини занимала площадь 4 гектара и включала в себя около 150 помещений. Дополнительный фундамент под основания стен не закладывался, лишь расчищалась строительная площадка. Большое внимание уделялось подаче в крепость пресной воды.
Урартские поселения были тщательно и централизованно спланированы. Крепостные стены, а также стены других сооружений строились по выверенным прямым линиям. При застройке учитывались природные условия вплоть до направления господствующих ветров. В некоторых городах для благоустройства строили водопроводы, водохранилища, мосты, парки и бани.
Крепостные стены обычно имели контрфорсы. Многие внутренние постройки в целях экономии материалов имели общие стены.

Урартские архитектурные планы
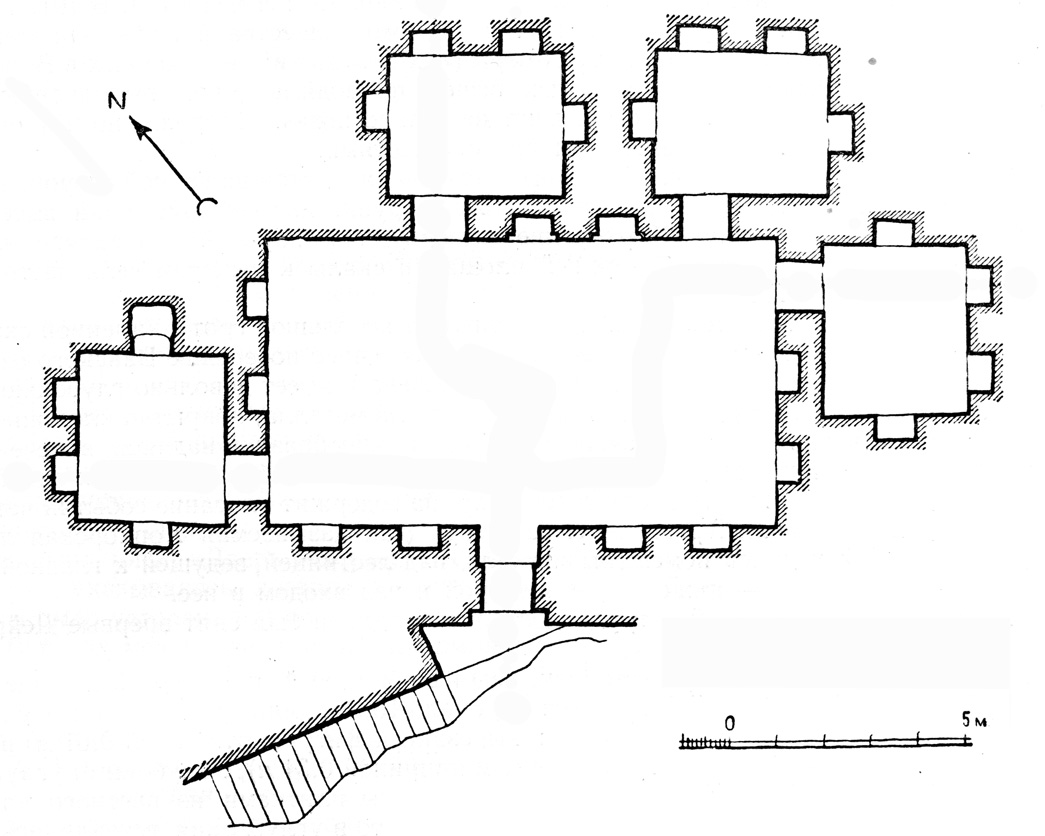
Схема внутренних помещений Ванской скалы. Даже выдолбленные в скале помещения имели чёткий и продуманный план. Схема Русского археологического общества, 1916
Жилой квартал урартского поселения. Раскопки 1950 года близ крепости Тейшебаини на Кармир-Блуре. Фотография А. П. Булгакова.

Постепенно выработав технологию строительства надёжных крепостей, урарты смогли защитить центр своей страны от грозного соседа — Ассирии — и развить собственную государственность.
Некоторые храмы Урарту явно демонстрируют связь с архитектурными памятниками Малой Азии (особенно фригийскими и пафлагонскими), являвшимися прототипами классических древнегреческих храмов. Особенно яркие связи такого рода демонстрирует урартский храм в Мусасире. Кладка большинства урартских сооружений окрашивалась краской в различные цвета, наподобие позднеассирийской и вавилонской архитектурным традициям.

### Языки и письменность
Урартский язык, известный из дошедших до нашего времени клинописных надписей, по-видимому, был языком в первую очередь правившей в Урарту династии и отличался от языков других народов полиэтничного Урарту. Письменная традиция Урарту восходит к середине или концу II тыс. до н. э. и заимствована от хурритов или хеттов, а не из Ассирии, несмотря на заметное и сильное влияние последней. Письменность в Урарту не получила широкого распространения и являлась исключительно царским атрибутом — практически все дошедшие до нас надписи описывают события с непосредственным участием урартских правителей разных лет. Большинство специалистов придерживаются мнения, что урартский язык имеет близкое родство с хурритским языком.
Хотя до нас дошли несколько нерасшифрованных надписей с использованием урартских идеограмм, урарты в основном пользовались существенно упрощённой формой ассирийской клинописи. Например, при заимствовании многие многозначные ассирийские идеограммы использовались урартами лишь в одном значении, были утрачены различные смысловые оттенки ассирийских знаков. С другой стороны, ассирийская клинопись, по-видимому, не полностью передавала фонетический строй урартского языка: например, урартский звук «о» отсутствовал в ассиро-вавилонском языке и отображался в клинописных текстах знаком «у».
| Клинопись   | Клинопись | Урартская клинопись тесно связана с ассирийской. Клинописные значки, идеограммы, структуру, а также стиль надписей урарты заимствовали из соседней Ассирии. Справа — глиняная табличка на урартском языке, содержащая приказ о возвращении беглой рабыни. Табличка была обнаружена в архиве крепости Тейшебаини на территории современной Армении. В нижней части таблички — оттиск цилиндрической печати чиновника, издавшего приказ. |  |
| Ассирийская | Урартская | Урартская клинопись тесно связана с ассирийской. Клинописные значки, идеограммы, структуру, а также стиль надписей урарты заимствовали из соседней Ассирии. Справа — глиняная табличка на урартском языке, содержащая приказ о возвращении беглой рабыни. Табличка была обнаружена в архиве крепости Тейшебаини на территории современной Армении. В нижней части таблички — оттиск цилиндрической печати чиновника, издавшего приказ. |  |
|             |           | Урартская клинопись тесно связана с ассирийской. Клинописные значки, идеограммы, структуру, а также стиль надписей урарты заимствовали из соседней Ассирии. Справа — глиняная табличка на урартском языке, содержащая приказ о возвращении беглой рабыни. Табличка была обнаружена в архиве крепости Тейшебаини на территории современной Армении. В нижней части таблички — оттиск цилиндрической печати чиновника, издавшего приказ. |  |

Согласно миграционно-смешанной гипотезе армянского этногенеза, сформулированной и обоснованной И. М. Дьяконовым, урарты, как и остальное население Армянского нагорья (хурриты и лувийцы), восприняли индоевропейский протоармянский язык, образовав армянский этнос. Вначале, по мнению И. М. Дьяконова, протоармянский язык использовался как язык общего взаимопонимания между разноязычными племенами (лингва франка), а позднее он вытеснил бытовые диалекты и стал общим языком народа (койне). В процессе освоения населением Урарту протоармянского языка он лёг на урартско-хурритско-лувийский субстрат и претерпел соответственные фонетические и морфологические изменения (появление фиксированного ударения, утерю односложной внешней флексии и, в связи с этим, перестройку всей морфологической структуры). Этот процесс, по мнению Дьяконова, происходил начиная с XII века до н. э., когда племена мушков проникли на Армянское нагорье..

### Религия
Религия Урарту тесно связана с культурой Древней Месопотамии. Во время правления царей Ишпуини и Менуа определился пантеон богов, многие из которых имеют месопотамское и анатолийское происхождение. В Урарту была распространена практика жертвоприношений, в которых, главным образом, участвовали быки и овцы. Есть также следы человеческих жертвоприношений из пленников других народов. Различные обряды поклонения божествам, а также процедуры жертвоприношений обычно происходили в помещениях, выдолбленных в скалах, напоминающих верхушки построенных в Месопотамии зиккуратов, используемых аналогичным образом. В одном из таких выдолбленных помещений обнаружена табличка с перечнем 79 урартских божеств и количеством животных, которых необходимо было приносить в жертву каждому из них.
Среди урартских божеств явно выделялись три главных: Халди (главное божество Урарту), Тейшеба и Шивини. Город Ардини (Мусасир), расположенный на юго-востоке от озера Ван, являлся религиозным центром Урарту. В этом городе находился главный храм бога Халди, причём бог Халди почитался в некоторых соседних северных городах Ассирии.
Главные божества Урарту
| Название | Изображение | Символика                                                           | Происхождение                                                               | Объём жертвоприношений |
| -------- | ----------- | ------------------------------------------------------------------- | --------------------------------------------------------------------------- | ---------------------- |
| Халди    |             | Верховный бог, бог виноделия; часто изображался стоящим на льве.    | Исконно урартский бог. Центр поклонения — город Ардини (Мусасир).           | 17 быков, 34 овцы.     |
| Тейшеба  |             | Бог грозы и войны; часто изображался стоящим на быке, реже на льве. | Связан с хетто-хурритским богом Тешубом.                                    | 6 быков, 12 овец.      |
| Шивини   |             | Бог солнца; изображался с крылатым диском.                          | Связан с Ассирийским богом Шамашем. Центр поклонения — столица Тушпа (Ван). | 4 быка, 8 овец.        |

Разрушение Саргоном II главного храма бога Халди в Мусасире, вероятно, нанесло религии Урарту серьёзный удар, после которого культ бога Халди начал постепенно затухать.

## Экономика
Экономическое устройство Урарту было сходно с устройством других государств Древнего Мира, в особенности Ассирии. Государство сильно зависело от земледелия, которое требовало централизованных усилий по орошению. Этими работами управляли цари, в их осуществлении участвовали свободные жители, а возможно и военнопленные в качестве рабов. Царские наместники, влиятельные люди и, возможно, свободные жители имели собственные земельные наделы. Отдельные территории внутри государства платили подати центральной власти зерном, лошадьми, быками и др. Урарту в мирное время, вероятно, вело активную торговлю с Ассирией, поставляя туда скот, лошадей, железо и вино. Разнообразные природные условия Армянского нагорья способствовали успешному развитию разнообразных форм хозяйства в Урарту.

### Сельское хозяйство

#### Земледелие и садоводство
Согласно археологическим данным, земледелие на территории Урарту начало развиваться со времён неолита, ещё в III тысячелетии до н. э. В урартское время земледелие было хорошо развитым и тесно связанным с ассирийским по подбору культур и способам их обработки. Из клинописных источников известно, что в Урарту выращивали пшеницу, ячмень, кунжут, полбу и просо, а также возделывали сады и виноградники. Многие регионы Армянского нагорья требовали искусственного орошения, которое успешно организовывалось правителями Урарту в период расцвета государства. В нескольких регионах сохранились остатки древних оросительных каналов, сооружённых урартами, главным образом во времена Аргишти I и Менуа, некоторые из них до сих пор используются для орошения полей.
Злаковые культуры, чаще всего просо, массово использовались для выпечки хлеба, а также для приготовления пива. Кунжут использовался для изготовления растительного масла. Очень широко было распространено виноделие. Природные условия Месопотамии плохо подходили для культивирования винограда, и Урарту, вероятно, поставляло вино в Ассирию. Слава урартского вина достигала отдалённых областей и, возможно, повлияла на изложение в еврейской традиции легенды о Ное, который был пьян от вина на территории Урарту (Быт. 9:20).
Техника земледелия была высокой, вероятно, заимствованной у ассирийцев.[уточнить] Большинство орудий для обработки земли изготовлялось из железа, использовались тяжёлые плуги для пары (реже четвёрки) быков. На оросительных каналах, вероятно, работали водяные мельницы.
| | | | | |
| Часть железных вил, найденная близ озера Ван, и Железные сошники, найденные при раскопках в Топрах-кале. | Часть железных вил, найденная близ озера Ван, и Железные сошники, найденные при раскопках в Топрах-кале. | Часть железных вил, найденная близ озера Ван, и Железные сошники, найденные при раскопках в Топрах-кале. | Часть железных вил, найденная близ озера Ван, и Железные сошники, найденные при раскопках в Топрах-кале. | Урартский винный погреб, состоящий из вкопанных в землю карасов. Обнаружен при раскопках 1950 года крепости Тейшебаини. Фотография А.П. Булгакова. |

Зернохранилища, мастерские по производству масла, а также винные погреба находились при царских дворцах, которые, возможно, принимали основную часть сельскохозяйственной продукции в качестве налогов.

#### Животноводство
Согласно археологическим данным, люди практиковали животноводство на Армянском нагорье ещё в неолитическую эпоху, в III тысячелетии до н. э. Луга Армянского нагорья более благоприятны для животноводства, чем равнины Месопотамии, поэтому урартские домашние животные систематически поставлялись в Ассирию, как правило, в виде контрибуций или военных трофеев, захваченных ассирийцами. Урарты, в свою очередь, предпринимали походы в Закавказье с целью захвата животных. Форма животноводства, принятая в Урарту — полукочевая отгонная (яйлажная), что типично для горных районов. В урартских клинописных документах упоминаются крупный рогатый (быки, коровы) и мелкий рогатый скот (овцы). При археологических раскопках были также обнаружены костные останки домашних свиней и верблюдов. Археологические находки включают в себя маслобойки, специальные сосуды для сыроварения, а также материалы, свидетельствующие о пошиве одежды из шкур. Из источников также известно, что различные виды животных регулярно использовались в Урарту в качестве жертвоприношений многочисленным божествам.
Стратегическое значение для Урарту имело коневодство. С одной стороны, природные условия Урарту благоприятны для коневодства, лошадь была самым распространённым домашним животным в Урарту. С другой стороны, лошади являлись важнейшим военным ресурсом, а вечный соперник Урарту — Ассирия имела лишь ограниченные возможности для коневодства и покупала или захватывала силой лошадей из Урарту или Малой Азии. В частности поэтому, когда Урарту в конце IX века до н. э. удалось перекрыть торговые пути между Ассирией и Малой Азией, Ассирия начала уступать Урарту в военном могуществе.

### Ремёсла
Армянское нагорье считается древнейшим центром металлургии. Первые следы обработки металлов датируются здесь VIII—VII тысячелетиями до н. э., то есть докерамическим временем. (Например, археологические раскопки поселения Чайону-Тепези в верховьях Тигра выявили следы медных изделий.) На территории Урарту находилось несколько рудных месторождений меди, железа, олова, свинца, которые позволяли производить большое число металлических изделий. Распространено мнение, что выплавка железа вообще впервые возникла на территории Армянского нагорья. В Урарту производилось множество металлических изделий, в том числе изделий из железа, которые использовались в сельском хозяйстве и для вооружения армии. Урартские железные изделия поставлялись в Месопотамию (в частности в Ассирию), в Мидию, на территорию Ирана и на запад Передней Азии.
В Урарту существовала традиция обработки камня. Грубые каменные работы систематически использовались при строительстве крепостей, а также при выдалбливании пещер в Ванской скале. При раскопках также были обнаружены предметы с тонкой каменной гравировкой, включая различные украшения. Урартские керамические изделия производились по всей территории страны, большое число сосудов производилось для нужд виноделия. Многие крупные глиняные горшки и котлы имели изящные украшения и орнаменты.
Также в Урарту, вероятно, была высоко развита техника обработки дерева, ткачество и другие ремёсла, однако лишь очень немногие такие изделия сохранились для археологов.
| |  |  |
| Слева направо: Бронзовый щит урартского воина (Кармир-Блур); урартские керамические горшки (Музей «Эребуни»); Деревянная дощечка с орнаментом. |  |  |

## Армия Урарту
Судя по изображениям урартских воинов на барельефах IX века до н. э., урартская армия первоначально строилась по хеттскому образцу, кроме этого воины носили кожаные или деревянные шлемы и доспехи. Разрушительные грабительские походы Салманасара III способствовали реформам в урартской армии, которые, вероятно, произошли во время Арамы и Сардури I. После этого урартская армия строилась по ассирийскому образцу. С VIII века до н. э. эры в Урарту пехота, как правило, была вооружена железными мечами, боевыми луками, многие воины носили бронзовые шлемы и кольчуги. Пехота дополнялась боевыми колесницами, которые по своей форме были очень похожи на позднеассирийские. Царь Урарту одновременно являлся верховным главнокомандующим. Для поддержания боевого духа в Урарту проводились соревнования и турниры между лучшими воинами, в которых иногда лично участвовали и цари Урарту. Тем не менее урартская армия всегда уступала ассирийской при прямом столкновении, поэтому урарты вели против Ассирии оборонительную войну, используя своё искусство в сооружении высококлассных каменных оборонительных сооружений.
Военные действия носили регулярный характер, военные походы проводились практически ежегодно. Иногда походы носили завоевательный характер и расширяли владения Урарту, иногда устрашающе-грабительский по отношению к собственным окраинам для укрепления центральной власти. Руководил военными походами непосредственно урартский царь. Например, войско царя Ишпуини состояло из 100 колесниц, 10 тыс. конных воинов и 3 тыс. пеших солдат.

Урартская армия
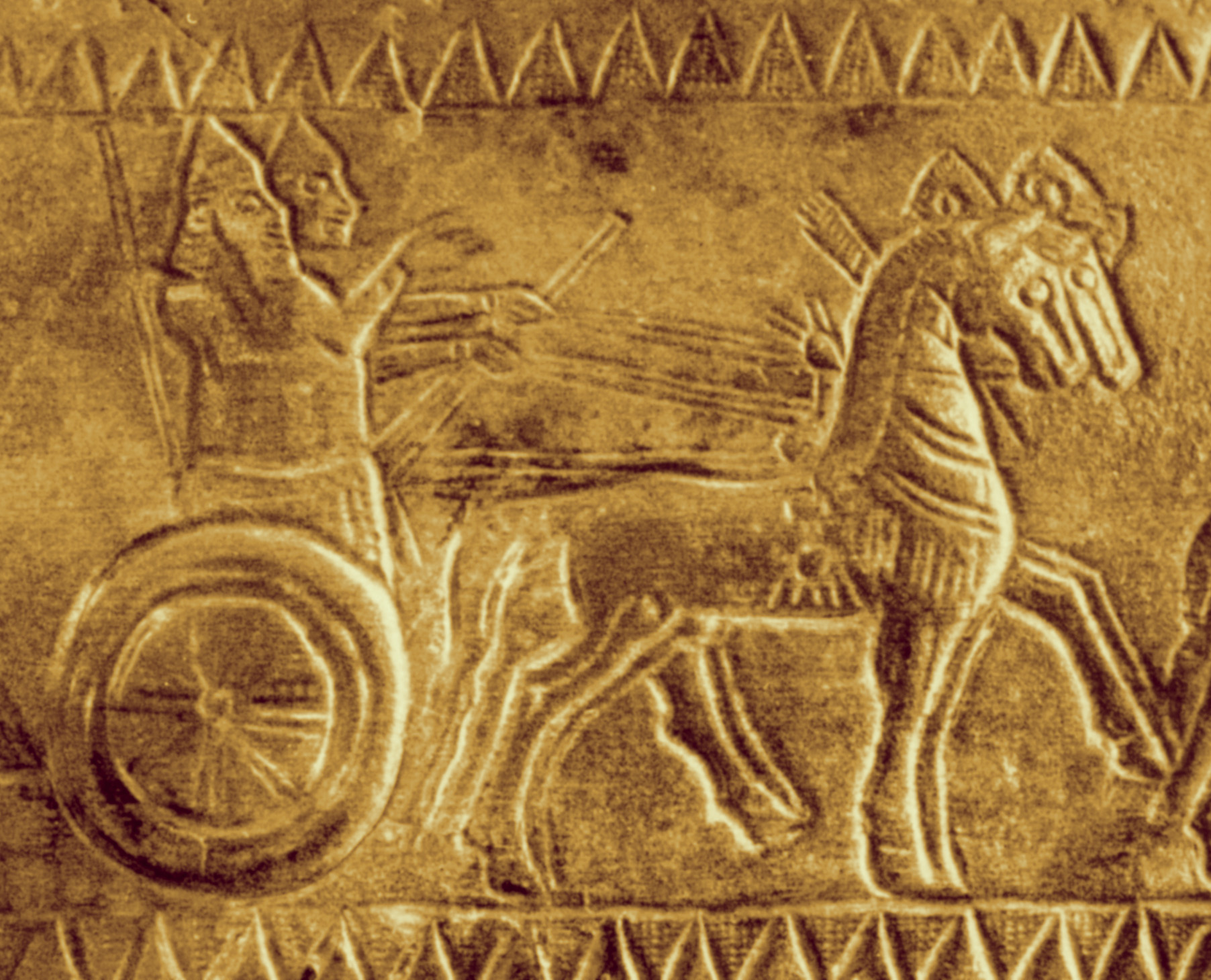
Урартская боевая колесница (Часть орнамента боевого бронзового шлема урартского воина эпохи Аргишти I)
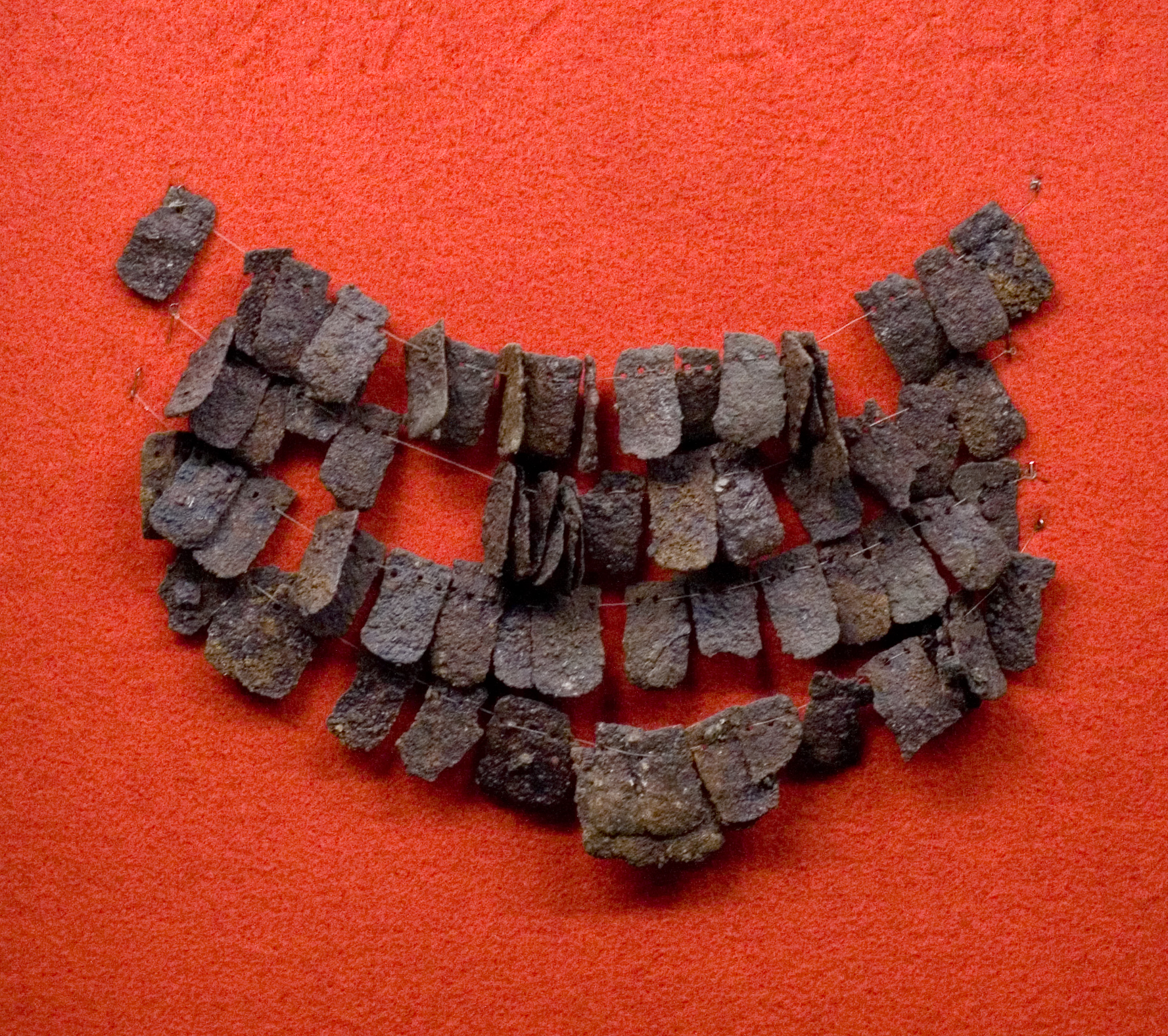
Остатки бронзового чешуйчатого доспеха времён Аргишти I
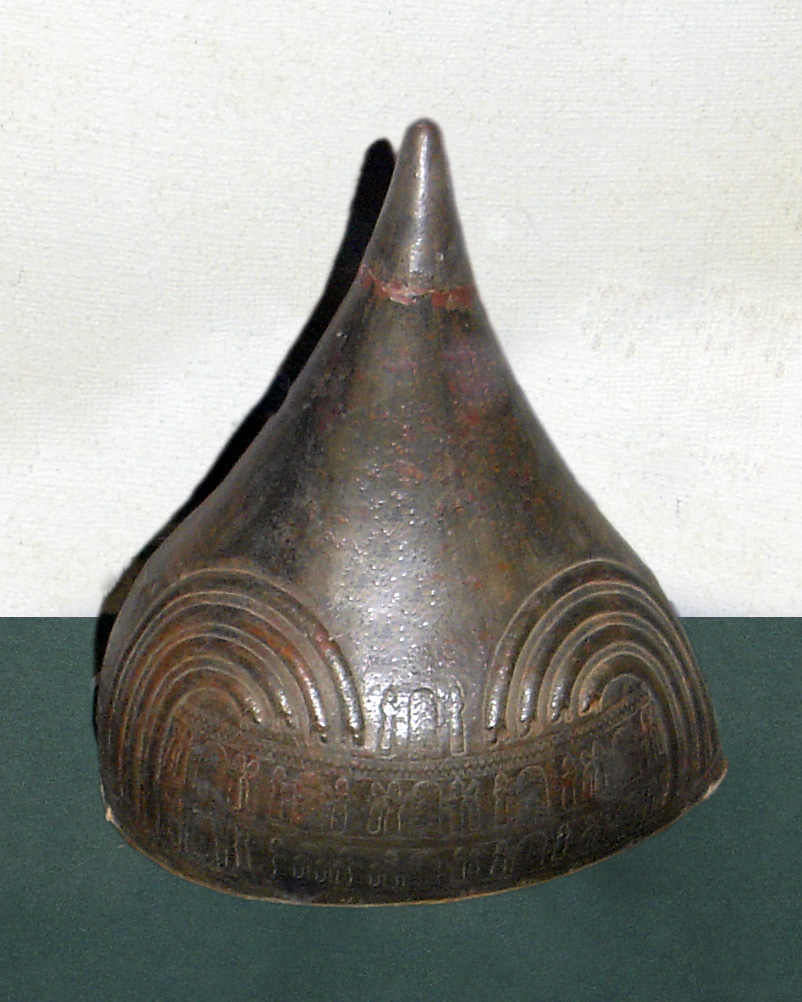
Бронзовый шлем Сардури II (Обнаружен при раскопках крепости Тейшебаини на Кармир-Блуре)

## Наследие Урарту

Государство Урарту и границы современных государств

Последние упоминания Урарту согласно Сальвини.
Набопаласар - Uraštu (608,607 года до н.э.)
Седекия, царь Иудеи - ‘rrt (594 год до н.э.)
Хроника Набонида-Кира - Úraštu (547 год до н.э.)
Вавилонские источники - Uraštaja (VI век до н.э.)
Вавилонская карта мира - Uraštu (~XV-VI век до н.э.)
Дарий 1  - Uraštu, Armina, Harmenuya (VI-V века до н.э.)
Ксеркс - Uraštu, Armina (V век до н.э.)
Дарий 2 - Uraštu (Конец V века до н.э.)
Артаксеркс 2 или 3 - Arminija (IV век до н.э.).
За несколько десятков лет до своего разрушения Урарту было богатым и могущественным государством. Предметы урартского искусства в своё время поразили ассирийского царя Саргона II, захватившего их в Мусасире. Технология строительства монументальных сооружений в Урарту была передовой в Передней Азии, а искусство возведения различных гидротехнических сооружений, по ряду оценок, — непревзойдённым в Древнем мире. Тем не менее, в связи с тем, что культура Урарту была в основном сосредоточена лишь в нескольких городах, после их разрушения урартское культурное наследие было в большой степени утрачено.
Исследователи отмечают, что основное влияние урартской культуры отразилось в империи Ахеменидов. Отмечается, например, воздействие урартской архитектуры на архитектуру Ахеменидов. По мнению исследователей, знаменитая Ападана в Персеполе, вероятно, строилась под влиянием урартского зодчества. Существует предположение, что письменность империи Ахеменидов также хранит урартское наследие.
Обсуждается также влияние урартской архитектуры и отдельных элементов урартского искусства (например, бронзовых котлов) на архитектуру и искусство Греции, а также влияние культуры Урарту на скифскую культуру.
Отмечается влияние урартской культуры и государственности на народы Закавказья — в частности, на армянские государства. По мнению грузинских исследователей, это влияние в некоторой степени прослеживается и на первые грузинские государственные образования и на народы, некогда населявшие территорию современного Азербайджана.

### Урарту и Армения

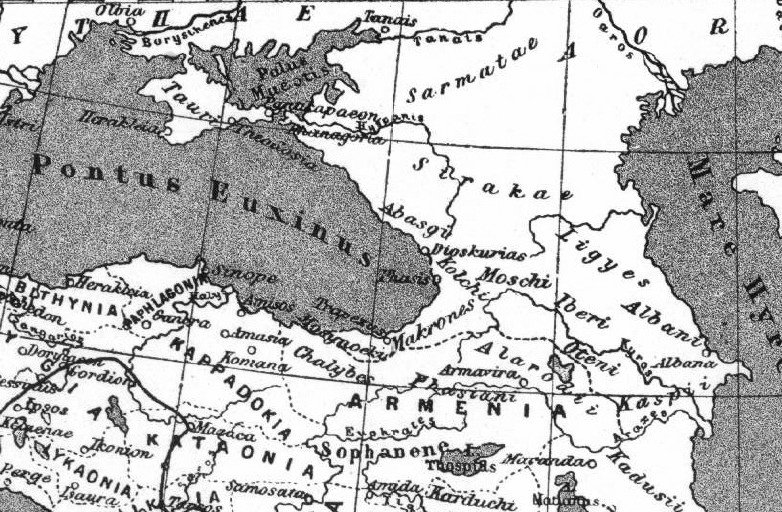
Армения по состоянию на VI—V века до нашей эры. Территория Древней Армении примерно соответствует территории Урарту

В современной Армении вопрос о преемственности Урарту и Армении приобрёл политизированный и мифологизированный характер, здесь существуют различные теории, отождествляющие Урарту и Армению (см. Ревизионистские концепции в армянской историографии), а также теории этногенеза армян, постулирующие автохтонность армян на Армянском нагорье ранее конца II тысячелетия до н. э.
Общепринятая в научной среде версия преемственности населения Урарту и армянского этноса состоит в следующем: армяне — биологические, генетические потомки населения государства Урарту, причём как самих урартов, так и лувийцев, хурритов и других племён, населявших данное государство, в том числе первоначальных носителей протоармянского языка. По оценке профессора И. М. Дьяконова, на протоармянском языке изначально говорило не более 10 % населения Урарту, и лишь на позднем этапе остальные племена также перешли на этот язык и, вследствие объединения всех племён бывшего Урарту в единое лингвистическое общество, образовался современный армянский этнос. В процессе освоения населением Урарту протоармянского языка он лёг на урартско-хурритско-лувийский субстрат и претерпел соответственные фонетические и морфологические изменения (появление фиксированного ударения, утерю односложной внешней флексии и, в связи с этим, перестройку всей морфологической структуры). В протоармянский язык вошёл большой пласт субстратной лексики из урартских и хурритских диалектов.
В 585 году до н. э. происходит окончательное уничтожение царства Урарту мидийскими войсками. С 550 года до н. э. эта территория находится под персидским владычеством. К 520 году до н. э. относится первое упоминание Армении под своим именем в Бехистунской надписи. Автор надписи, Дарий I, называет Армению именем Армина. Геродот в своей «Истории» упоминает Армению (греч. Ἀρμενίων) в качестве XIII округа Ахеменидской Персии.
После завоевания мидийцами территории Урарту на Армянском нагорье наступил продолжительный культурный спад. Городская культура погибла и, за исключением временного использования Ванской скалы и крепости Эребуни в эпоху Ахеменидов, восстановилась лишь в IV веке до нашей эры, с обретением Арменией самостоятельности. Большинство населения нагорья в последующие несколько столетий занималось преимущественно сельским хозяйством, хотя и в период Урарту городское население составляло не более 10 % от общего населения; при этом произошёл регресс до общинно-племенного уровня. Для этого периода не существует свидетельств какой-либо торговли, кроме упоминаний Геродота (V век до нашей эры) о речной торговле между Арменией и Вавилоном, до V века н. э. не обнаруживается следов письменности на армянском языке, хотя письменная литература в Армении существовала с III века до н. э. Сведения древних историков, а также археологические данные показывают существование армянской письменности на основе персидской и греческой письменности уже во II веке до н. э.. По сообщению Плутарха, в I веке до н. э. царь Великой Армении Артавазд II писал драмы на греческом языке..
Население Армянского нагорья в ахеменидский период (VI—IV вв. до н. э.) ещё было неоднородным и состояло не только из армян, но и из остатков хурритов, семитов, хеттов и лувийцев, и собственно этногенез армян во второй половине I тысячелетия до н. э. лишь вступил в завершающую стадию. После завоевания Армянского нагорья Ахеменидами его население в отсутствие альтернативного культурного полюса оказалось под большим культурным влиянием империи Ахеменидов. В частности, в этот период среди армян широко распространился зороастризм, продержавшийся до введения христианства.
Вместе с этим, ограниченное культурное влияние Урарту на Армению, несомненно, сохранялось. Армянская знать продолжала использовала урартские предметы искусства, ювелирные изделия и одежду. Население Армянского нагорья поддерживало в работе часть урартских гидротехнических сооружений, необходимых для ведения сельского хозяйства — например, канал Менуа функционирует до наших дней.
В 331 году до н. э. с распадом ахеменидского государства под ударами македонских войск сатрапия Армения получила фактическую самостоятельность. На её территории было создано Айраратское царство, в котором правила династия Ервандидов. В 190 году до н. э. в этих же границах возникла Великая Армения, просуществовавшая ещё ок. 600 лет.